# Rivellia connata
Rivellia connata är en tvåvingeart som först beskrevs av Thomson 1869.  Rivellia connata ingår i släktet Rivellia och familjen bredmunsflugor. Inga underarter finns listade i Catalogue of Life.